# Nacerdes nigrifrons
Nacerdes nigrifrons là một loài bọ cánh cứng trong họ Oedemeridae. Loài này được Fairmaire miêu tả khoa học năm 1868.